# 发酵罐
发酵罐（英語：Fermentor）是指用来进行微生物发酵的装置，它通过优化微生物的发酵条件来提高发酵效率。根据所培养微生物的好氧和厌氧性，发酵罐可分为好氧型与厌氧型。发酵罐一般具有良好的液体混和能力、传热速率，并具有可靠的检测及控制仪表。